# Жоламан (село, Кербулацький район)
Жолама́н (каз. Жоламан) — село у складі Кербулацького району Жетисуської області Казахстану. Адміністративний центр Жоламанського сільського округу.
Населення — 1259 осіб (2021; 1505 у 2009, 1684 у 1999, 2087 у 1989).